# El riu de la ira
El riu de la ira (originalment en anglès, Savage Salvation) és una pel·lícula de thriller estatunidenca del 2022 dirigida per Randall Emmett i protagonitzada per Jack Huston, Robert De Niro i John Malkovich. S'ha doblat i subtitulat al català.

## Sinopsi
En Shelby John i la Ruby Red decideixen formar una família i deixar enrere la mala vida. Poc després, ell la troba morta al porxo sense haver pogut complir el desig de ser batejada al riu i expiar els pecats. Ple de fúria, en Shelby s'embarca en una onada de venjança contra tota la xarxa de tràfic de drogues. El xèrif va rere seu en una cursa a contrarellotge per evitar que la seva guerra particular converteixi el poble en un bany de sang.

## Repartiment
- Jack Huston com a Shelby John
- Robert De Niro com el xèrif Mike Church
- John Malkovich com a Peter
- Willa Fitzgerald com a Ruby Red
- Quavo com a Coyote
- Meadow Williams com el detectiu Zeppelin
- Dale Dickey com a Greta
- Swen Temmel com a Elvis Kincaid
- Noel Gugliemi com a Silas
- Jon Orsini com a Skeeter
- Clay Wilcox com a Darius
- Winter Ave Zoli com a Darlene